# Hauptstraße C17
Die Hauptstraße C17 im Südosten Namibias zweigt in Keetmanshoop von der Nationalstraße B1 ab und führt in nordöstlicher Richtung über Koës bis zur Hauptstraße C15.